# Vanvillé
Vanvillé település Franciaországban, Seine-et-Marne megyében. Lakosainak száma 186 fő (2022. január 1.). Vanvillé Châteaubleau, La Croix-en-Brie, Maison-Rouge, Rampillon és Sognolles-en-Montois községekkel határos.

## Népesség
A település népessége az elmúlt években az alábbi módon változott:
| Lakosok száma | 153  | 172  | 185  | 183  | 186  | 188  | 188  | 187  | 186  |
|               | 2013 | 2015 | 2016 | 2017 | 2018 | 2019 | 2020 | 2021 | 2022 |